# Sentmenat
Sentmenat ist eine katalanische Gemeinde in der Provinz Barcelona im Nordosten Spaniens. Sie liegt in der Comarca Vallès Occidental.

## Geographie
Sentmenat befindet sich im nordöstlichen Teil des Vallès Occidental an der Grenze zum Vallès Oriental. Das 28,3 km² große Gemeindegebiet gliedert sich in zwei sehr unterschiedliche Teile: den Berg mit Kiefern- und Steineichenwäldern und die Ebene mit Ackerflächen. Die Gemeinde grenzt an Caldes de Montbui, Castellar del Vallès, Palau-solità i Plegamans, Polinyà, Sabadell
und Sant Llorenç Savall.

## Geschichte
Am 14. Januar 1714, während des Spanischen Erbfolgekrieges, wurde Sentmenat von einer bourbonischen Truppe unter dem Kommando des Grafen von Montemar geplündert und in Brand gesteckt.

## Bevölkerungsentwicklung
| Jahr      | 1842  | 1900  | 1930  | 1950  | 1970  | 1991  | 2001  | 2011  | 2019  |
| --------- | ----- | ----- | ----- | ----- | ----- | ----- | ----- | ----- | ----- |
| Einwohner | 1.417 | 1.282 | 1.893 | 1.814 | 2.830 | 4.582 | 5.921 | 8.481 | 9.078 |